# Chiesa dello Spirito Santo (Selargius)
Dominum et vivificantem:
qui ex Patre Filioque procedit.
Qui cum Patre et Filio simul adoratur et conglorificatur:
qui locutus est per prophetas.»
(Simbolo niceno-costantinopolitano)
La chiesa dello Spirito Santo è una chiesa cattolica situata al civico 64 di via Lorenzo de' Medici, nel centro del quartiere di Su Planu, Selargius, Cagliari. Sede dell'omonima parrocchia, fa parte della Vicaria di Santi Pietro e Paolo dell'Arcidiocesi di Cagliari.

## Storia

### Fondazione ed intitolazione
Essendo il quartiere di Su Planu in rapida espansione demografica e urbanistica fu l'arcivescovo metropolita di Cagliari Giuseppe Bonfiglioli, assistito dall'allora suo segretario particolare Mosè Marcia, il 25 Dicembre 1981, a fondare ufficialmente la parrocchia dello Spirito Santo e ad intitolarla allo Spirito Santo ed a Santa Rita da Cascia. La scelta della data della fondazione, in relazione con la scelta del nome della parrocchia, non è stata casuale, poiché:
- il 25 dicembre 1981, come ogni 25 dicembre, rappresenta la festività della nascita di Gesù.
- il 25 dicembre 1981 è il XVI centenario del Primo Concilio Ecumenico di Costantinopoli, occasione nella quale venne affermata la divinità dello Spirito Santo.

### Affidamento e costruzione
Nell'occasione della fondazione della parrocchia fu nominato come parroco don Salvatore Scalas (1943-2015), appena tornato da una missione di quindici anni in Kenya, a Nanyuki. Egli dovette non solo officiare la messa di inaugurazione nel retro di un bar del quartiere poiché non erano ancora iniziati i lavori di costruzione del nuovo edificio religioso, avviati nel 1983, ma continuare a presiedere le celebrazioni in uno scantinato nella vicina via Boiardo fino al completamento della struttura, inaugurata nel 1997 sotto progetto donato dall'ingegnere Paolo Pintor, direzione gratuita dell'ingegnere Giorgio Annibali e contributi della Regione autonoma della Sardegna e del Comune di Selargius.

### Rilevanti eventi successivi

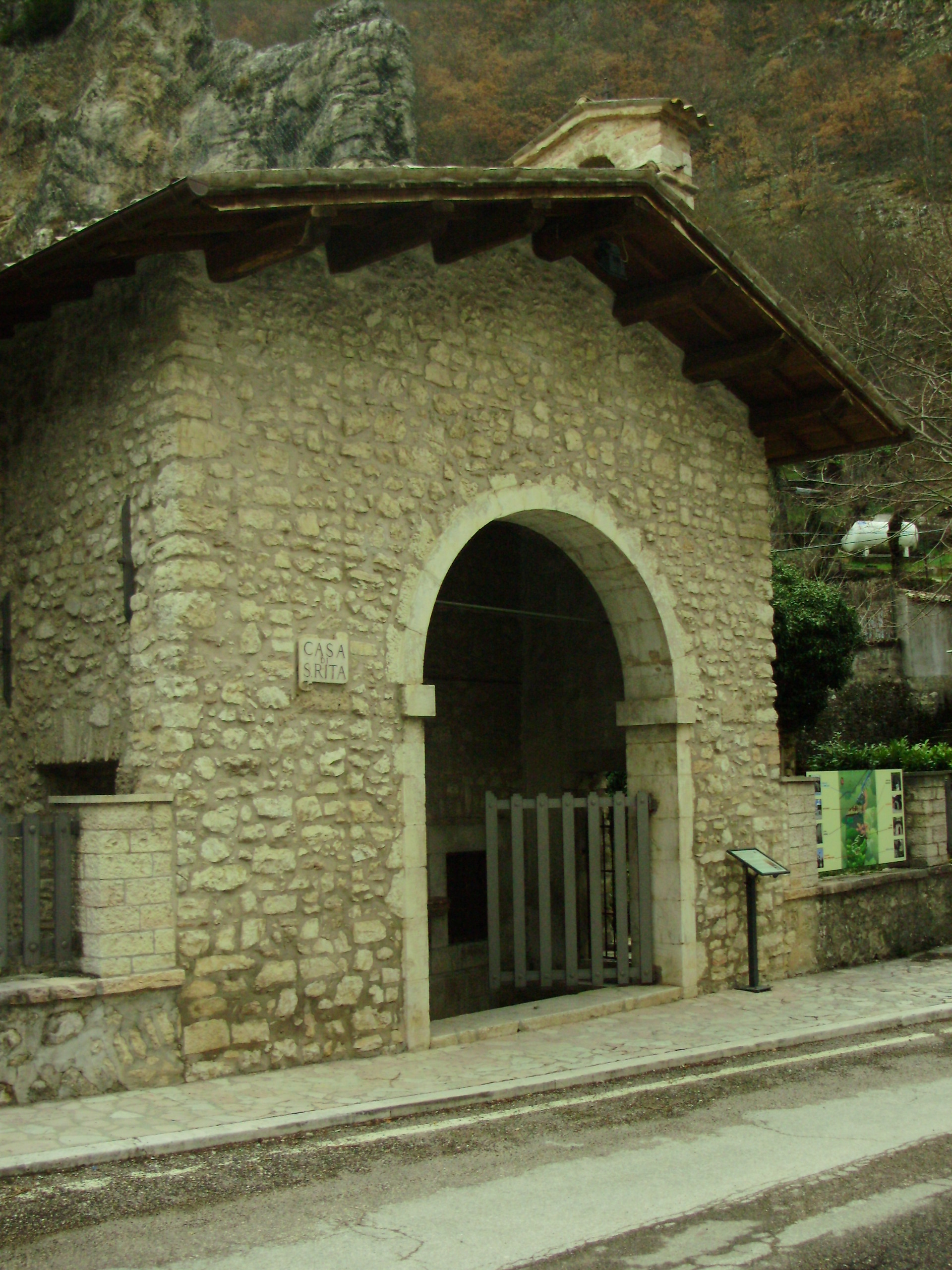
La casa di Santa Rita da Cascia, a Roccaporena.

- Il 24 gennaio 2000 la chiesa dello Spirito Santo, nel suo gruppo scout[3], ha accolto la Croce giubilare del Grande Giubileo del 2000, indetto da papa Giovanni Paolo II, concessole in prestito per tre giorni dalla Chiesa di Roma[4].
- Il 26 ottobre 2000 la chiesa dello Spirito Santo ha accolto il simulacro di Nostra Signora di Bonaria, patrona massima della Sardegna, concessole in prestito per un giorno dal santuario omonimo[1].
- Il 23 giugno 2002, durante un pellegrinaggio della comunità a Roccaporena, guidato dal parroco don Salvatore Scalas, la chiesa dello Spirito Santo ha accolto una reliquia (un frammento osseo incastonato in una pietra proveniente dalla casa della santa), di Santa Rita da Cascia, concessole in prestito per un anno dai sacerdoti della frazione, nel comune di Cascia[1][5]. Il passaggio di affidamento della reliquia è avvenuto al termine di una solenne concelebrazione presieduta dall'allora arcivescovo di Spoleto-Norcia, Riccardo Fontana[6]. La reliquia ha raggiunto la chiesa a bordo di un elicottero messo a disposizione per l'occasione dall'Esercito Italiano, atterrato sull'eliporto dell'Ospedale "San Michele" alle ore 19.30[7].

## Architettura
La chiesa, costruita fra il 1983 e il 1997, è in stile moderno.

### Esterno
L'esterno dell'edificio, con le sue forme fortemente geometriche in grigio e rosa chiaro, si confonde bene col circostante paesaggio urbanistico del quartiere, donandogli anche una piccola piazzetta ricca di palme e alberi.

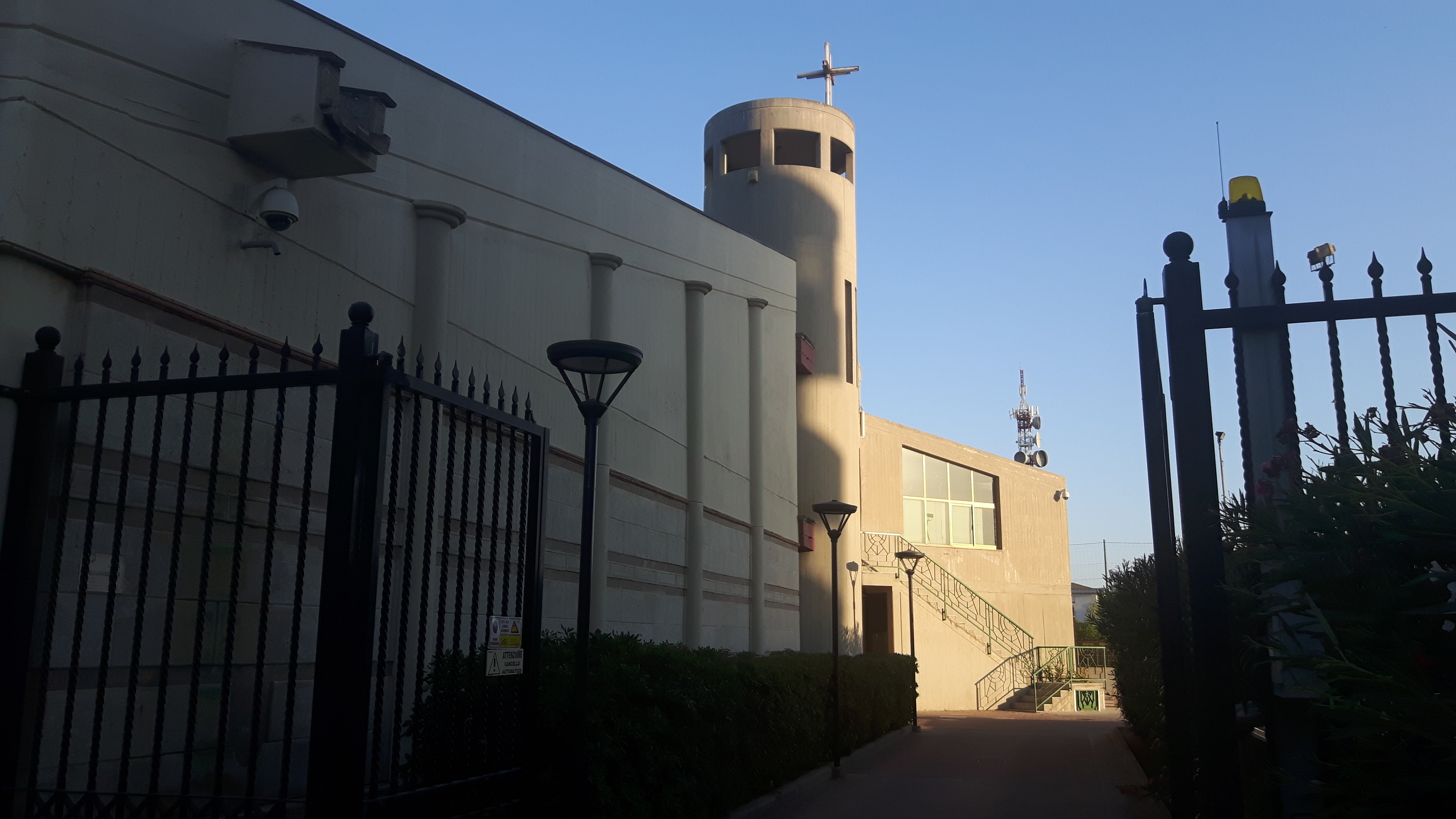
Seguendo il lato destro dell'edificio, decorato da alte lesene moderne di rilievo curvo, si arriva alla torre campanaria e alle zone adibite ad oratorio, sede per il catechismo e sede scout.

### Interno
L'interno si presenta come un moderno open space di pianta assimilabile ad un quarto di circonferenza nella quale curva, sovrastato da una massiccia lastra dorata, si trova l'altare, realizzato dal pittore e scultore Tore Pintus così come la Via Crucis e diversi quadri. L'altare sosta al di sopra di una teca depositata nel pavimento al momento della consacrazione della chiesa e conserva alcune reliquie di santi, tra i quali di Santa Rita da Cascia, e una pergamena. La chiesa ospita poi alcune opere realizzate in pietra dallo scalpellino senorbiese Salvatore Erriu.
Dall’ampia vetrata a mosaico del pulpito, che ospita anche l'organo, passa la flebile luce colorata che illumina la chiesa durante tutta la giornata.
Di fronte all'ampio portone di ingresso, accanto alla fonte battesimale per immersione, si trova una stretta scalinata che conduce alla cripta detta del Torchio Mistico.

#### Cripta del Torchio Mistico
La cripta, prima sezione ultimata della chiesa, si presenta come una piccola stanza di pianta longitudinale ad una navata. L'ambiente ospita diverse opere sacre, tra le quali spicca la Tela del Torchio Mistico regalata all'allora parroco don Salvatore Scalas dai suoi colleghi missionari per il suo rientro dal Kenya.
La tela, di cui è ignoto l'autore, è una pittura naïf di ispirazione copta realizzata con la cera. Essa rappresenta il sacrificio di Cristo in modo originale; Gesù viene schiacciato in un torchio come un simbolico grappolo d'uva il cui vino è il sangue (vino eucaristico) che in tal modo fuoriesce dalle sue ferite ed è raccolto in un recipiente (la Fons Vitae) dal quale idealmente può abbeverarsi l'intera umanità e così mondarsi dal peccato.
La cripta ospita anche una statua di Santa Rita da Cascia, donatale dalla squadra del Cagliari Calcio, diretta da Claudio Ranieri, in occasione dei suoi allenamenti presso Roccaporena.